# Megan Jones (rugby à XV)
Pour les articles homonymes, voir Megan Jones et Jones.

a Compétitions nationales et continentales officielles uniquement.

b Matchs officiels uniquement.
Megan Jones, née le 23 octobre 1996 à Cardiff (pays de Galles), est une joueuse internationale anglaise d'origine galloise de rugby à XV et internationale anglaise et britannique de rugby à sept. Elle joue aux postes de demi d'ouverture ou de centre.

## Biographie
Née à Cardiff le 23 octobre 1996, Megan Jones fait ses études à Ysgol Gyfun Gymraeg Glantaf et commence à pratiquer le rugby à XV avec les Glamorgan Wanderers à l'âge de six ans. Après avoir étudié en sciences et gestion du sport au Hartpury College (en), elle obtient un bachelor spécialisé à Loughborough.
Née au pays de Galles et de langue maternelle galloise, sa mère est anglaise ce qui rend Megan Jones éligible pour les Red Roses. Elle fait ses débuts internationaux avec l'Angleterre en juillet 2015, dans un match contre la Nouvelle-Zélande dans les Rugby Super Series,.
En 2017, elle est retenue dans l'équipe anglaise pour la Coupe du monde en Irlande, où elle marque le premier essai de l'équipe contre l'Espagne ; elle dispute également la demi-finale contre la France et la finale.
Elle s'oriente alors vers le rugby à sept, après qu'elle a assisté comme réserviste aux Jeux olympiques de 2016 à Rio de Janeiro pour l'équipe de Grande-Bretagne : elle rejoint fin 2017 le programme England Sevens à temps plein.
Licenciée par la Fédération anglaise (RFU) à la suite de coupes budgétaires causées par la pandémie de Covid-19, elle revient au XV en 2020 sous les couleurs des Wasps (en) et elle est sélectionnée pour le Six Nations 2021. Elle reprend par la suite son activité à sept avec la RFU avec les Jeux olympiques d'été de 2024 pour objectif.
Au bout de trois ans, le club des Wasps est placé sous administration judiciaire et relégué : Megan Jones signe aux Leicester Tigers, qui viennent juste d'être intégrés à la ligue. Elle est élue joueuse de l'année par la Rugby Players Association.
Au mois d'août 2024, elle se blesse à la cheville durant un rassemblement de l'équipe nationale. Opérée, elle est forfait pour les tests de septembre et le WXV 2024.
En avril 2025, elle quitte les Leicester Tigers et rejoint les Ealing Trailfinders.
En juillet 2025, elle est sélectionnée pour la Coupe du monde en Angleterre.

## Vie privée
Megan Jones est en couple avec sa coéquipière de l'équipe d'Angleterre de rugby à sept Celia Quansah (en),.

## Palmarès

### En équipe nationale
- Finaliste de la Coupe du monde en 2017 avec l'équipe d'Angleterre de rugby à XV.
- Médaille de bronze aux Jeux du Commonwealth 2018 avec l'équipe d'Angleterre de rugby à sept.
- Vainqueur du Tournoi des Six Nations en 2021, 2024 et 2025 avec l'équipe d'Angleterre de rugby à XV.

### Distinctions personnelles
- Membre de l'équipe type du Tournoi des Six Nations en 2024[17].
- Élue Joueuse de l'année du Championnat d'Angleterre en 2024.